# Hainberg (kulle i Tjeckien)
Hainberg är en kulle i Tjeckien.   Den ligger i regionen Karlovy Vary, i den västra delen av landet, 160 km väster om huvudstaden Prag. Toppen på Hainberg är 759 meter över havet, eller 111 meter över den omgivande terrängen. Bredden vid basen är 8,8 km.
Terrängen runt Hainberg är platt västerut, men österut är den kuperad. Runt Hainberg är det ganska glesbefolkat, med 43 invånare per kvadratkilometer. Närmaste större samhälle är Aš, 1,2 km söder om Hainberg. I omgivningarna runt Hainberg växer i huvudsak barrskog.